# UE Castelldefels
Unió Esportiva Castelldefels is een Spaanse voetbalclub uit Castelldefels in Catalonië. Thuiswedstrijden worden afgewerkt in het Municipal Els Canyars, dat 2.500 plaatsen heeft. Sinds het seizoen 2007/2008 draagt de club de naam Miapuesta Castelldefels naar de hoofdsponsor Miapuesta, een Spaans wedkantoor.

## Geschiedenis
UE Castelldefels werd opgericht in 1948. Het was in de loop der jaren vooral actief in de amateurdivisies met vijf seizoenen in de Tercera División. In 2007 kocht UE Castelldefels de plaats van UE Figueres in de Segunda División B. Onder de naam Miapuesta Castelldefels ging de club in deze divisie spelen, terwijl het tweede elftal onder de oude naam UE Castelldefels in de Tercera División ging spelen. In 2008 degradeerde Miapuesta naar de Tercera División.